# Сезон жіночої збірної України з волейболу 2002
У 2002 році збірна України виступала у відбірковому турнірі на чемпіонат Європи. У групі 1 (категорія А) зіграли чотири матчі. ще дві гри відбулися наступного сезону.

## Кваліфікація на Євро
Таблиця
| № | Збірна   | 1       | 2   | 3       | 4   | Ігри | В | П | С/П  | Очки |
| - | -------- | ------- | --- | ------- | --- | ---- | - | - | ---- | ---- |
| 1 | Україна  |         | 3:1 | 3:1 3:0 | 3:0 | 4    | 4 | 0 | 12:2 | 8    |
| 2 | Румунія  | 1:3     |     | 3:1     | 3:0 | 4    | 3 | 1 | 10:4 | 7    |
| 3 | Чехія    | 1:3 0:3 | 1:3 |         | 3:2 | 4    | 1 | 3 | 5:11 | 5    |
| 4 | Угорщина | 0:3     | 0:3 | 2:3     |     | 4    | 0 | 4 | 2:12 | 4    |

Матчі
| Дата      | Час |         | Рахунок |          | Сет 1 | Сет 2 | Сет 3 | Сет 4 | Сет 5 | Всього | Звіт |
| --------- | --- | ------- | ------- | -------- | ----- | ----- | ----- | ----- | ----- | ------ | ---- |
| 2 червня  |     | Україна | 3–0     | Угорщина | 25–13 | 25–19 | 25–17 |       |       | 75–49  |      |
| 8 червня  |     | Румунія | 1–3     | Україна  | 25–23 | 22–25 | 14–25 | 13–25 |       | 74–98  |      |
| 15 червня |     | Чехія   | 1–3     | Україна  | 22–25 | 25–21 | 20–25 | 18–25 |       | 85–96  |      |
| 23 червня |     | Україна | 3–0     | Чехія    | 25–22 | 25–16 | 25–18 |       |       | 75–56  |      |